# طناب مایل
لیگامان مایل آرنج (انگلیسی: Oblique cord)  آن را طناب مایل (oblique cord) یا لیگامان ویتبرخت (Weitbrecht) نیز می نامند. یک لیگامان کوتاه به صورت یک باند صاف و کوچک می باشد که جهت الیاف آن به طرف پایین و خارج است و از استخوان اولنا در سمت لترال توبرزیتی اولنا که در قاعده زائده کرونوئید قرار دارد شروع می گردد و در جهت گفته شده به صورت مایل به رادیوس می‌رسد که محل اتصال آن اندکی زیر توبروزیتی رادیال است.
جهت فیبرهای این لیگامان نسبت به مامبران بین استخوانی ساعد در جهت مخالف هستند. عملکرد خاصی برای این لیگامان شناخته نشده است و می توان بدون عارضه جانبی مهمی آنرا برید. این لیگامان در سوپیناسیون سفت می گردد.